# Odpowiedzialność kontraktowa
Odpowiedzialność kontraktowa (łac. ex contractu) – odpowiedzialność cywilnoprawna wynikająca z niewykonania lub nienależytego wykonania zobowiązania, które powstało na skutek czynności prawnej, obejmująca obowiązek naprawienia wynikłej z tego szkody.
W prawie polskim odpowiedzialność kontraktowa opiera się na art. 471 kodeksu cywilnego: Dłużnik obowiązany jest do naprawienia szkody wynikłej z niewykonania lub nienależytego wykonania zobowiązania, chyba że niewykonanie lub nienależyte wykonanie jest następstwem okoliczności, za które dłużnik odpowiedzialności nie ponosi.
Ciężar dowodu niewykonania lub nienależytego wykonania zobowiązania spoczywa na wierzycielu. Nie ma on natomiast obowiązku udowodnienia winy dłużnika. Dłużnik może się uwolnić od odpowiedzialności, jeśli wykaże, że wykonał zobowiązanie, albo że niewykonanie lub nienależyte wykonanie zobowiązania nastąpiło nie z jego winy. Winą dłużnika jest zarówno zamiar niewywiązania się ze zobowiązania, jak również nieumyślne niedochowanie należytej staranności przy jego wykonywaniu. Co do zasady natomiast dłużnik nie odpowiada za przypadek.